# Freycenet-la-Tour
Freycenet-la-Tour é uma comuna francesa na região administrativa de Auvérnia-Ródano-Alpes, no departamento de Alto Loire. Estende-se por uma área de 8 km². Em 2010 a comuna tinha 113 habitantes (densidade: 14,1 hab./km²).